# Evropský parlament mládeže
Evropský parlament mládeže (anglicky European Youth Parliament – EYP) je nepolitická a nevýdělečná mezinárodní studentská organizace. EYP pořádá konference, na kterých převážně středoškolští studenti diskutují o různých tématech evropské politiky. EYP byl založen v roce 1987 ve Francii. Od roku 2005 spadá pod německou nadaci Schwarzkopf-Stiftung Junges Europa, která zajišťuje jeho nepolitický a neziskový charakter.
V jednotlivých státech Evropy působí takzvané „národní komise“ – smluvně vázané organizace jednající jménem EYP ve své zemi. EYP nepůsobí pouze v Evropské unii, ale v mnoha dalších zemí Evropy. V roce 2014 EYP sdružoval národní komise z 39 zemí.

## Evropský parlament mládeže v ČR
Evropský parlament mládeže v ČR, z.s. (EPM v ČR) je zapsaný spolek pořádající studentské konference a další vzdělávací akce určené středoškolským studentům, kterých se každý rok účastní přes 1000 studentů středních škol. EPM v ČR navíc vybírá delegáty, kteří reprezentují ČR na mezinárodních zasedáních. EPM v ČR vznikl na ustavující schůzi 27. listopadu 1998 a jako občanské sdružení byl registrován 18. ledna 1999. Členy jsou studenti, kteří absolvovali zahraniční zasedání EYP a učitelé, kteří mají zájem se podílet na rozvoji organizace. V roce 2014 byla EPM v ČR udělena Cena evropského občana jako uznání mimořádných výsledků v oblasti evropské angažovanosti, integrace a spolupráce.

### Akce Evropského parlamentu mládeže v ČR

#### Národní výběrová konference
Národní výběrové konference (NVK) jsou jednou z hlavních aktivit Evropského parlamentu mládeže v České republice. NVK se koná jednou ročně (zpravidla na jaře) a jejím hlavním účelem je vybrat dvě delegace (čítající pět členů), které se následně zúčastní mezinárodních zasedání EYP. První Národní výběrová konference byla uspořádána v roce 1999. Těchto konferencí se zúčastnilo přes padesát středních škol, což znamená zhruba pět set studentů.

#### České fórum
Na rozdíl od Národní výběrové konference se Českého fóra neúčastní školní týmy, ale studenti jako jednotlivci. Delegáty jsou pouze studenti z ČR, ale v týmu facilitátorů jsou i členové EYP ze zahraničí.

#### Evropské fórum
Od Českého fóra nebo Národní výběrové konference se Evropské fórum liší nejen délkou konání, ale především množstvím a škálou účastníků, neboť tohoto zasedání se účastní zahraniční delegace vybrané vždy národní komisí EPM daného státu. Evropských fór se účastní cca 130 delegátů a až 50 členů organizačního týmu složeného ze zkušených vedoucích komisí, žurnalistů a organizátorů z mnoha zemí.

#### Projekt Understanding Europe
Projekt Understanding Europe je politicky neutrální a nezávislý vzdělávací program o Evropské unii pro žáky středních škol, jehož úkolem je žáky interaktivní formou seznámit se základními principy fungování Evropské unie. Původně německý projekt pod hlavičkou Schwarzkopf Stiftung Young Europe s úspěchem přispívá ke zvyšování politického povědomí v mnoha státech Evropy.

## Zahraniční akce Evropského parlamentu mládeže

### Mezinárodní zasedání
Mezinárodní zasedání EYP trvá 10 dnů a koná se třikrát do roka v různých evropských zemích. Jeho náplň tvoří procedurálně věrná kopie práce Evropského parlamentu. Ta je obohacena doprovodným programem a aktivitami. Jarní a podzimní zasedání jsou vyhrazena delegacím středních škol účastnických států, letní potom jednotlivcům, kteří se již některého mezinárodního zasedání zúčastnili.

### Regionální fóra
Do kategorie regionálních fór patří další konference Evropského parlamentu mládeže, které jsou otevřené mezinárodní účasti. Ročně se jich po celé Evropě uspořádá několik desítek. Výraz „regionální fórum“ se v žargonu Evropského parlamentu mládeže drží od doby, kdy byly na tyto akce zvány pouze delegace z určitého regionu. Dnes se ale většiny regionálních fór účastní delegace z různých částí Evropy. Některé národní organizace Evropského parlamentu mládeže proto nyní svá regionální fóra nazývají „European Forum“ a podobně - to je případ i České republiky.
Další zmatek způsobuje fakt, že v některých zemích se pojmem „regionální fórum“ označuje místní předkolo národní výběrové konference. Tak je tomu například ve Finsku nebo ve Francii.